# حارة العناتر (فلم)
حارة العناتر فيلم سينمائي سوري، من إخراج أسامة ملكاني، وبطولة ناجي جبر وسلوى سعيد. من إنتاج شركة الغانم للسينما، عُرض في 14 فبراير 1980.

## المشاركون
- إنتاج: شركة الغانم للسينما - دمشق / سوريا
- مونتاج: جورج زعرور - عايدة يونس - زهير الداية
- الطبع والعمليات الفنية: المؤسسة العامة للسينما - دمشق
- إخراج: أسامة ملكاني

## بطولة وتمثيل
- ناجي جبر
- سلوى سعيد
- ناهد حلبي
- ياسين بقوش
- المطرب فؤاد غازي
- هدى شعراوي
- محمد العقاد
- محمد خير حلواني
- وفاء سكر
- سونيا حوراني

## روابط خارجية
- مقالات تستعمل روابط فنية بلا صلة مع ويكي بيانات